# 德諾區
57°49′N 29°58′E / 57.817°N 29.967°E
德諾區（俄语：Дновский район），是俄羅斯的一個區，位於該國西北部，由普斯科夫州負責管轄，面積1,194平方公里，2010年人口13,341，人口密度每平方公里11.17人。